# Dolichopeza (Dolichopeza) varipes
Dolichopeza (Dolichopeza) varipes is een tweevleugelige uit de familie langpootmuggen (Tipulidae). De soort komt voor in het Australaziatisch gebied.